# Réquiem alemán
Réquiem alemán es una novela del autor escocés Philip Kerr. Cierre de una trilogía conocida como Berlin Noir protagonizada por el detective privado Bernhard "Bernie" Gunther en el Berlín del apogeo y declive nazi. En 2006 el autor retomó la serie añadiendo nuevas novelas.

## Argumento
Berlín 1947. Tras la derrota de la Alemania nazi en la II Guerra Mundial Bernie Gunther sobrevive como detective privado en una dura postguerra en que los berlineses se encuentran atemorizados por la represión que sufren por parte de las tropas soviéticas (el Ejército Rojo) sobre todo en la llamada Zona Este de la ciudad. Gunther luchó en el frente ruso y pasó una temporada en un campo de concentración soviético antes de poder regresar a Berlín con 15 kilos menos de peso y una ligera cojera como recuerdo.
En Réquiem alemán Bernie Gunther recibe el encargo por parte de un coronel de la inteligencia soviética de investigar el caso de Emil Becker, un amigo común antiguo compañero de Gunther en la policía criminal (la Kripo). Becker, que después de la guerra controlaba parte del mercado negro en la ciudad austríaca de Viena, ha sido detenido por los estadounidenses acusado del asesinato de uno de los suyos. Pero Becker se declara inocente y reclama a Gunther como el único hombre en que confía para demostrar la verdad. Pero para conseguir la verdad, Gunther deberá sumergirse en las luchas secretas entre los distintos servicios de inteligencia aliados en lo que fueron los inicios de la llamada Guerra Fría.